# 25373 Gorsch
25373 Gorsch este un asteroid din centura principală de asteroizi.

## Descriere
25373 Gorsch este un asteroid din centura principală de asteroizi. A fost descoperit pe 10 octombrie 1999 la Socorro, New Mexico, în cadrul proiectului LINEAR. Asteroidul prezintă o orbită caracterizată de o semiaxă mare de 2,32 ua, o excentricitate de 0,16 și o înclinație de 3,3° în raport cu ecliptica.